# Zapadna Morava

La Zapadna Morava ou Morava occidentale (en serbe cyrillique : Западна Морава) est une rivière de Serbie. Sa longueur est de 308 km. Avec la Južna Morava, qu'elle rejoint un peu au nord de Stalać, elle forme la Velika Morava.
La Zapadna Morava appartient au bassin versant de la mer Noire. Son propre bassin couvre une superficie de 15 849 km2 (42,3 % de celui de la Velika Morava tout entière). La rivière n'est pas navigable. En revanche, un projet de mise en valeur, lancé en 1966, projetait de la rendre accessible à la navigation de Kruševac à Čačak.

## Origine
La Zapadna Morava naît dans la région de Tašti, à l'est de la ville de Požega, de la réunion de la Golijska Moravica et de la Đetinja. Mesurée à la source de la Golijska Moravica, la Zapadna Morava a une longueur de 308 km ; elle poursuit sa course sur 210 km à partir du confluent de la Golijska Moravica et de la Đetinja.

## Course
La Zapadna Morava coule d'ouest en est, divisant la région de la Šumadija (Choumadie) en deux parties.
Elle coule entre les régions de Crna Gora au nord et de Dragačevo au sud ; à cet endroit de son cours, elle reçoit la Bjelica à sa gauche. La petite ville de Lučani, la capitale de la région de Dragačevo, est située à proximité, au sud de la rivière.

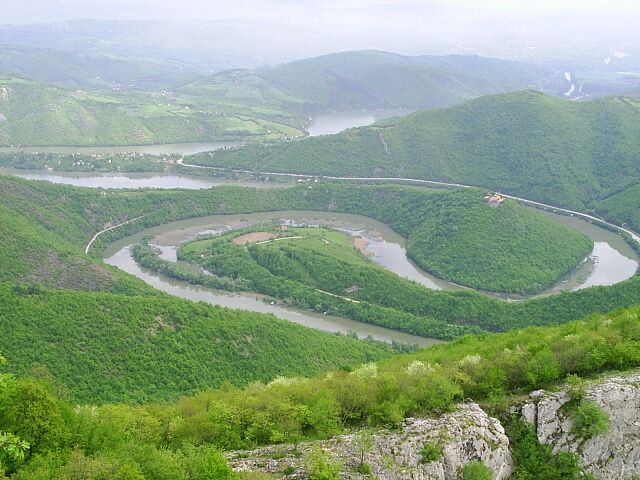
La gorge d'Ovčar-Kablar

Elle poursuit sa course entre les monts Ovčar, au nord, et Kablar, au sud. Dans ce secteur, la rivière a creusé la gorge d'Ovčar-Kablar, surnommée le mont Athos en raison des nombreux monastères qui y ont été construits. Sur la rivière, des barrages ont créé les lacs artificiels d'Ovčar-Kablar et de Međuvršje.
Entre la région de Takovo, au nord, le mont Jelica et la région de Goračići au sud, près de la ville de Čačak, la rivière reçoit un nouveau barrage qui forme le lac de Parmenac. La rivière reçoit de nombreux affluents et, notamment, sur sa gauche, la Čemernica, la Bresnička reka et la Lađevačka reka. Puis elle pénètre dans la basse vallée de la région du Zapadno Pomoravlje où elle forme des méandres et crée de nombreuses inondations. Pour cette raison, les localités de Goričani, Lađevci et Mrčajevci sont construites un peu à l'écart de son cours.
La rivière coule ensuite entre le mont Kotlenik et la région de Gruža au nord et les monts Stolovi au sud. La ville de Kraljevo et les localités d'Adrani et de Ratina sont situées sur ses rives. C'est à ce niveau que l'Ibar se jette dans la Zapadna Morava. Elle reçoit encore sur sa droite les eaux de la Tovarnica et, sur sa gauche, celles de la Gruža.
Elle poursuit sa course entre les monts Gledićke planine (au nord) et Goč (au sud). La célèbre station thermale de Vrnjačka Banja, ses faubourgs de Vrnjci de Novo Selo, ainsi que la ville industrielle de Trstenik et le monastère de Ljubostinja sont situés dans cette partie de son cours.
Elle passe ensuite entre les régions de Temnić (au nord) et de Rasina (au sud). La Zapadna Morava borde alors de nombreuses localités. Au nord de la rivière se trouvent Medveđa, Velika Drenova, Kukljin et Bošnjane. Au sud se trouvent le village de Globoder, la ville de Kruševac et, dans ses faubourgs, Jasika, Pepeljevac, Parunovac et Čitluk. Au nord de la petite ville de Stalać, la Zapadna Morava rejoint la Južna Morava et forme avec elle la Velika Morava.

## Économie
La vallée de la Zapadna Morava, la région de Zapadno Pomoravlje, est économiquement la plus développée des trois vallées de la Morava. Avec la vallée  l'Ibar, qui fait partie du bassin fluvial, la Zapadna Morava possède un important potentiel de production électrique : la centrale d'Ovčar produit 6 MW et celle de Međuvršje 7 MW par an. L'eau de la rivière est également utilisée pour l'irrigation (céréales, fruits et légumes). Des trois vallées de la Morava, celle de la Zapadna Morava est également la plus boisée.
Le bassin de la Zapadna Morava est également riche en minerais. On y trouve de l'anthracite, de la magnésite, du chrome etc. Du fait de cette richesse, l'industrie s'y est développée. Certaines villes sont très industrialisées, comme Užice, Požega, Čačak, Kraljevo, Trstenik et Kruševac.
La vallée possède également un important réseau de voies de communication.

## Galerie

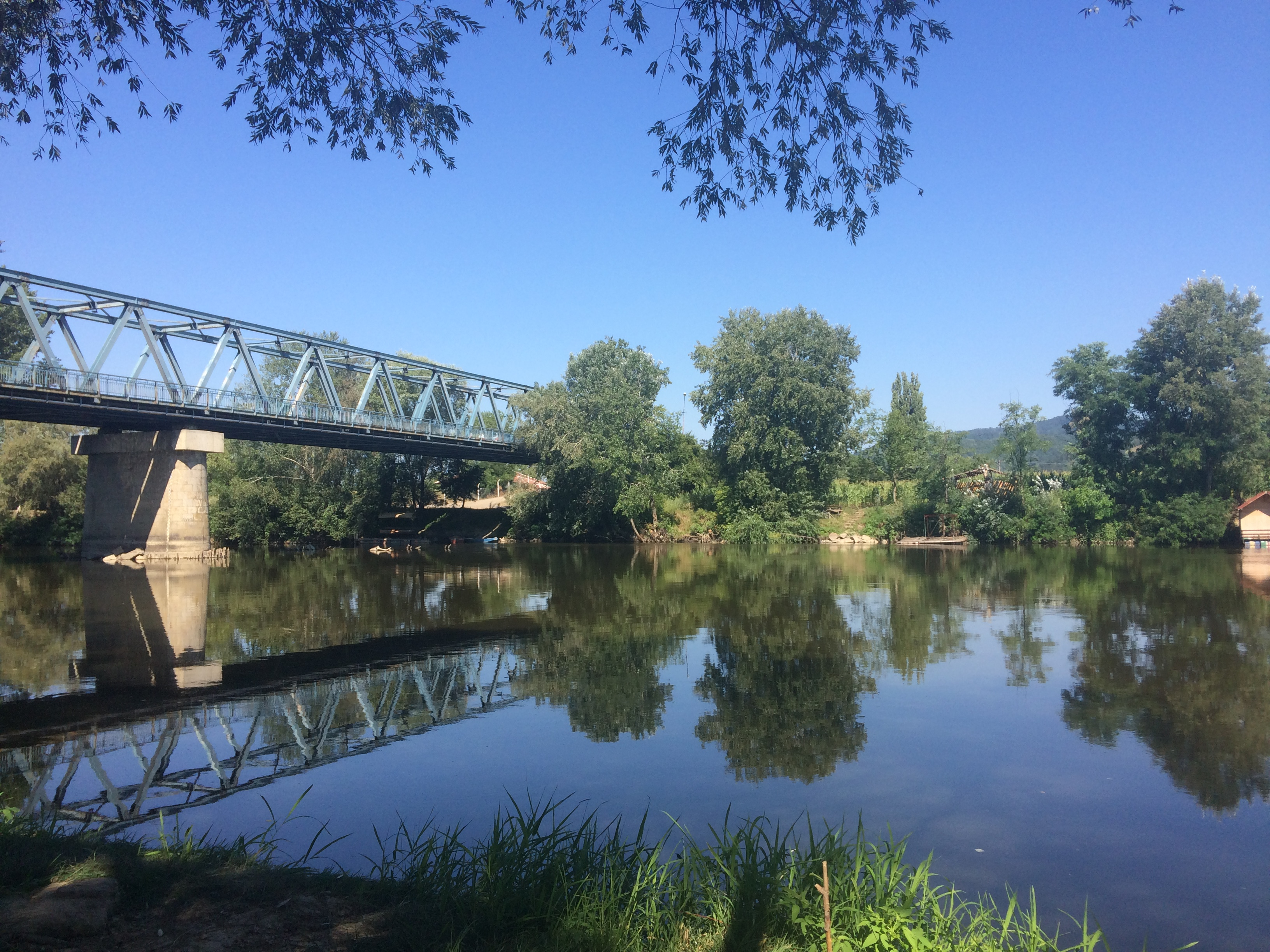
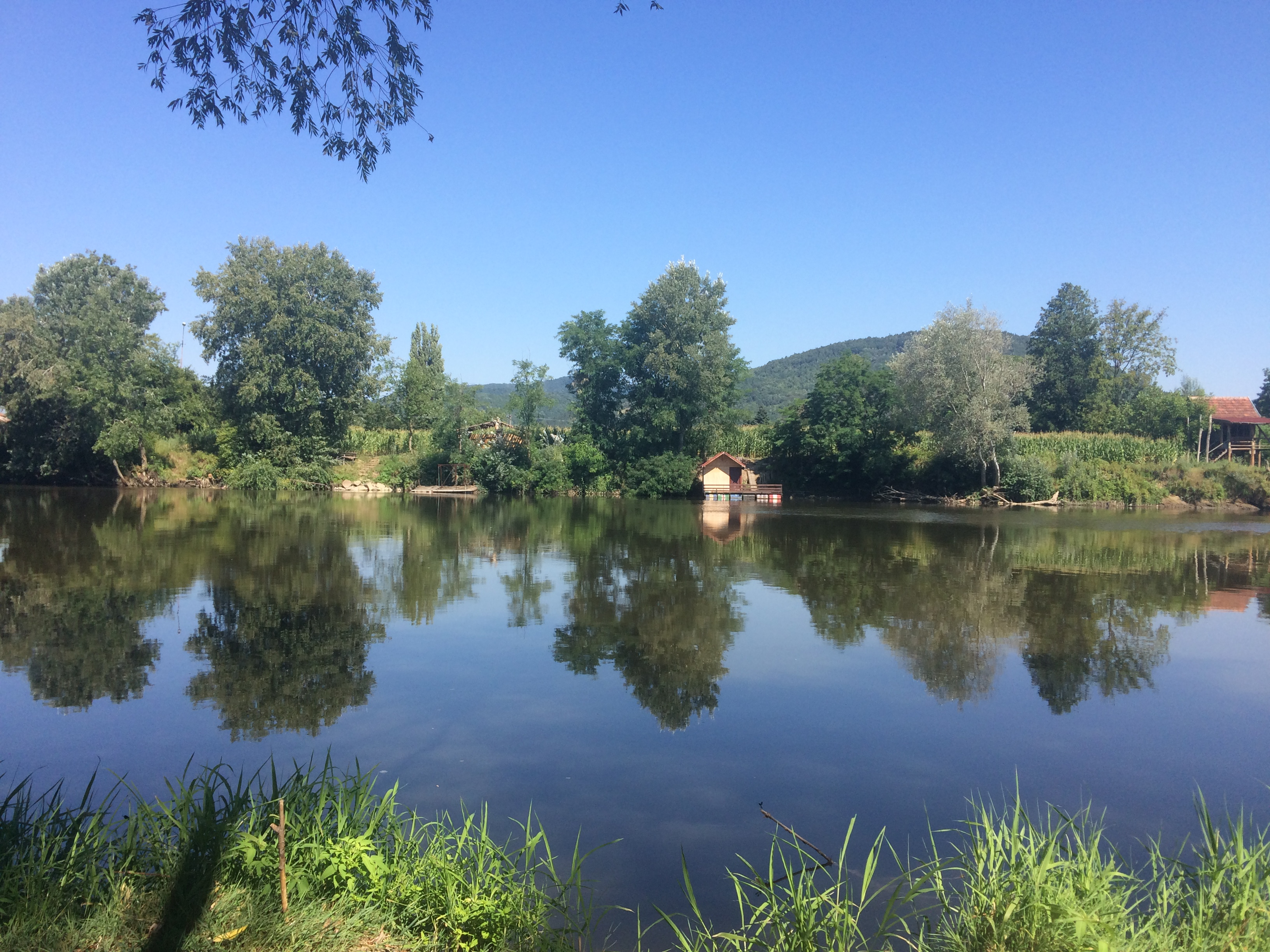